# Episodi di SpongeBob (sesta stagione)
La sesta stagione di SpongeBob è andata in onda negli Stati Uniti d'America dal 3 marzo 2008 al 5 luglio 2010. In Italia è stata trasmessa in prima assoluta dal 28 dicembre 2009 al 17 novembre 2010 su Italia 1, fatta eccezione per l'episodio SpongeBob e la Grande Onda, andato in onda in prima assoluta il 18 aprile 2009 su Nickelodeon. Tra il 2011 e il 2012 è andato in onda anche su Boing e Super!.
| nº  | nº | Titolo originale                      | Titolo italiano                  | Prima TV USA     | Prima TV Italia  |
| --- | -- | ------------------------------------- | -------------------------------- | ---------------- | ---------------- |
| 101 | 1  | House Fancy                           | Casa eleganza                    | 6 giugno 2008    | 28 dicembre 2009 |
| 101 | 1  | Krabby Road                           | Il complesso musicale            | 3 marzo 2008     | 29 dicembre 2009 |
| 102 | 2  | Penny Foolish                         | Pazzo per un penny               | 7 marzo 2008     | 30 dicembre 2009 |
| 102 | 2  | Nautical Novice                       | La patente nautica               | 29 marzo 2008    | 4 gennaio 2010   |
| 103 | 3  | Spongicus                             | Spongicus                        | 29 marzo 2008    | 5 gennaio 2010   |
| 103 | 3  | Suction Cup Symphony                  | La sinfonia                      | 6 marzo 2008     | 7 gennaio 2010   |
| 104 | 4  | Not Normal                            | Non normale                      | 4 marzo 2008     | 8 gennaio 2010   |
| 104 | 4  | Gone                                  | La sparizione                    | 5 marzo 2008     | 11 gennaio 2010  |
| 105 | 5  | The Splinter                          | La spina                         | 2 giugno 2008    | 12 gennaio 2010  |
| 105 | 5  | Slide Whistle Stooges                 | Il flauto fischiante             | 16 febbraio 2009 | 13 gennaio 2010  |
| 106 | 6  | A Life in a Day                       | Vivere alla grande               | 4 giugno 2008    | 18 gennaio 2010  |
| 106 | 6  | Sun Bleached                          | L'abbronzatura                   | 5 giugno 2008    | 19 gennaio 2010  |
| 107 | 7  | Giant Squidward                       | Il gigante                       | 3 giugno 2008    | 20 gennaio 2010  |
| 107 | 7  | No Nose Knows                         | Il naso nuovo                    | 4 agosto 2008    | 20 gennaio 2010  |
| 108 | 8  | Patty Caper                           | L'ingrediente segreto            | 5 agosto 2008    | 14 gennaio 2010  |
| 108 | 8  | Plankton's Regular                    | Un cliente per Plankton          | 6 agosto 2008    | 15 gennaio 2010  |
| 109 | 9  | Boating Buddies                       | Compagni di scuola               | 7 agosto 2008    | 21 gennaio 2010  |
| 109 | 9  | The Krabby Kronicle                   | Il giornale                      | 8 agosto 2008    | 21 gennaio 2010  |
| 110 | 10 | The Slumber Party                     | Il pigiama party                 | 28 novembre 2008 | 22 gennaio 2010  |
| 110 | 10 | Grooming Gary                         | Il concorso di bellezza          | 28 novembre 2008 | 22 gennaio 2010  |
| 111 | 11 | SpongeBob SquarePants vs. The Big One | SpongeBob e la grande onda       | 17 aprile 2008   | 18 aprile 2009   |
| 112 | 12 | Porous Pockets                        | Soldi che vanno e vengono        | 28 novembre 2008 | 26 gennaio 2010  |
| 112 | 12 | Choir Boys                            | I ragazzi del coro               | 20 marzo 2009    | 26 gennaio 2010  |
| 113 | 13 | Krusty Krushers                       | Evviva il wrestling              | 28 novembre 2008 | 27 gennaio 2010  |
| 113 | 13 | The Card                              | La carta della collezione        | 28 novembre 2008 | 27 gennaio 2010  |
| 114 | 14 | Dear Vikings                          | Cari Vichinghi                   | 28 novembre 2008 | 28 gennaio 2010  |
| 114 | 14 | Ditchin'                              | Niente bugie                     | 28 novembre 2008 | 28 gennaio 2010  |
| 115 | 15 | Grandpappy the Pirate                 | Il nonno pirata                  | 18 febbraio 2009 | 29 gennaio 2010  |
| 115 | 15 | Cephalopod Lodge                      | La loggia degli Adepti           | 17 febbraio 2009 | 29 gennaio 2010  |
| 116 | 16 | Squid's Visit                         | La visita                        | 4 giugno 2009    | 3 maggio 2010    |
| 116 | 16 | To SquarePants or Not To SquarePants  | I pantaloni nuovi                | 17 luglio 2009   | 4 maggio 2010    |
| 117 | 17 | Shuffleboarding                       | Supereroi per un giorno          | 16 febbraio 2009 | 5 maggio 2010    |
| 117 | 17 | Professor Squidward                   | Il professor Squiddi             | 19 febbraio 2009 | 6 maggio 2010    |
| 118 | 18 | Pet or Pests                          | Animaletti pestiferi             | 18 marzo 2009    | 10 maggio 2010   |
| 118 | 18 | Komputer Overload                     | Il computer va in tilt           | 19 marzo 2009    | 10 maggio 2010   |
| 119 | 19 | Gullible Pants                        | Il credulone                     | 5 giugno 2009    | 11 maggio 2010   |
| 119 | 19 | Overbooked                            | Troppi impegni                   | 19 luglio 2009   | 11 maggio 2010   |
| 120 | 20 | No Hat for Pat                        | Il cappello da lavoro            | 19 luglio 2009   | 12 maggio 2010   |
| 120 | 20 | Toy Store of Doom                     | Il negozio di giocattoli         | 17 marzo 2009    | 12 maggio 2010   |
| 121 | 21 | Sand Castles in the Sand              | La guerra dei castelli di sabbia | 16 marzo 2009    | 15 novembre 2010 |
| 121 | 21 | Shell Shocked                         | SOS guscio                       | 1º giugno 2009   | 15 novembre 2010 |
| 122 | 22 | Chum Bucket Supreme                   | Uno slogan da sballo             | 19 luglio 2009   | 15 novembre 2010 |
| 122 | 22 | Single Cell Anniversary               | Un regalo col cuore              | 3 giugno 2009    | 15 novembre 2010 |
| 123 | 23 | Truth or Square                       | Memorie dal Freezer              | 6 novembre 2009  | 26 dicembre 2009 |
| 124 | 24 | Truth or Square                       | Memorie dal Freezer              | 6 novembre 2009  | 26 dicembre 2009 |
| 125 | 25 | Pineapple Fever                       | Chiusi in un ananas              | 2 giugno 2009    | 17 novembre 2010 |
| 125 | 25 | Chum Caverns                          | Le caverne lucenti               | 18 luglio 2009   | 17 novembre 2010 |
| 126 | 26 | The Clash of Triton                   | La ribellione di Tritone         | 5 luglio 2010    | 6 novembre 2010  |

## Casa eleganza
Guardando il suo programma preferito, "House Fancy" (in italiano "Casa Eleganza"), Squiddi si accorge che Squilliam ha una casa decisamente migliore della sua. Perciò, colto dalla rabbia, lo sfida a chi ha la casa più bella. Quindi Squiddi si fa aiutare da SpongeBob, che però distrugge la casa. Nonostante ciò Squiddi diventa il campione di "Casa Eleganza", perché distruggendo la casa SpongeBob ha ricreato uno stile primitivo.

## Il complesso musicale
Plankton evade di prigione, e come sempre vuole rubare la ricetta segreta del Krabby Patty. Per farlo usa una copertura e fonda un gruppo musicale insieme a SpongeBob, Patrick e Squiddi. Durante le prove, comunque, viene scoperto e condotto in prigione, dove il quartetto continua le prove.

## Pazzo per un penny
Mr. Krab, mentre sta facendo la spesa, vede SpongeBob raccogliere un penny per strada e allora decide a tutti costi di prenderselo. Dopo diversi tentativi infruttuosi, entra di nascosto a casa di SpongeBob per prenderlo. La spugna lo vede e gli dice che non era un penny, ma una gomma da masticare alla menta piperita. Mr. Krab se ne va e SpongeBob lascia Gary a giocare con la gomma, ma, dopo aver introdotto un po' di saliva nella "gomma", si scopre che in realtà è una banconota da 500$. Alla fine della puntata si vede Mr. Krab scavare attorno alla casa di SpongeBob, perché crede che la spugna abbia sotterrato il penny lì.

## La patente nautica
La signora Puff avverte i suoi studenti che il giorno dopo, invece di andare a scuola, andranno a visitare il museo della nautica. SpongeBob cerca di studiare la storia della nautica dai primordi, così da far colpo sulla signora Puff e poter aver finalmente la patente nautica. SpongeBob finisce di leggere il libro un minuto prima che il bus arrivi e, durante il viaggio, comincia a fare una serie di domande alla signora Puff, senza permetterle di rispondere. Arrivati al museo, SpongeBob "sostituisce" la signora Puff spiegando ai suoi compagni tutto ciò che si trova nel museo. Finita la visita, SpongeBob attiva i motori della "nave-museo", rischiando di distruggere Bikini Bottom. SpongeBob allora esegue una manovra mai effettuata prima perché troppo difficile: la spugna ci riesce e la signora Puff è pronta a consegnargli la patente. Quando SpongeBob sta per avere la patente, un addetto dice che non era SpongeBob a trasportare la nave, ma lui per portarla in porto per manutenzione. La signora Puff strappa quindi la patente nautica davanti agli occhi del suo studente, che rimane avvilito. L'addetto decide di offrire a SpongeBob un gelato, ma la spugna, per spegnere le luci nella nave, finisce per ribaltarla.

## Spongicus
Plankton distrugge il Chum Bucket per costruirgli sopra un colosseo, dove si potrà assistere alla lotta mortale dei gladiatori gratuitamente. Tutti vanno a vedere lo spettacolo, lasciando il Krusty Krab vuoto; Mr. Krab propone di andarlo a vedere perché pensa che ci sia qualcosa sotto. Patrick sarà il gladiatore che dovrà lottare contro il leone marino e SpongeBob, preoccupato per l'amico, decide di introdursi nell'arena per salvarlo. Plankton nel frattempo obbliga tutti a comprare i suoi Chumstick a 10 dollari ciascuno, pena: la fine precoce dello spettacolo. SpongeBob lancia via le salsicce che attraggono il leone marino su Plankton, che rischia di essere mangiato dalla bestia. Alla fine tutto torna alla normalità e il leone marino diventa il nuovo esperto finanziario del Krusty Krab, che obbliga i clienti a comprare i Krabby Patty a 10 dollari l'uno.

## La sinfonia
Squiddi vede che davanti a casa sua hanno montato un cartello pubblicitario, il quale dice che il giorno dopo ci sarà un'esposizione di sinfonie scritte da musicisti sconosciuti. Squiddi cerca di scrivere la sua opera, ma viene disturbato da SpongeBob e Patrick. Squiddi li butta fuori di casa, ma, nel farlo, Patrick si rompe il sedere. Quindi SpongeBob cerca di curarlo, provocando però urla e rumori che disturbano Squiddi. Nonostante ciò, Squiddi riesce a finire la sinfonia, ma, al momento dell'esibizione, si accorge di aver compreso nella sua sinfonia i rumori emessi da SpongeBob e Patrick. Alla fine, però, riesce a essere acclamato dal pubblico, venendo considerato un genio musicale.

## Non normale
SpongeBob corre come un pazzo per la casa, perché crede che occorra dimostrare l'allegria per la nuova giornata. Squiddi allora gli dice che ciò che sta facendo non è normale, esattamente come lui. SpongeBob cerca di capire come si diventa normali e cambia totalmente: niente lentiggini, niente pori e pelle perfettamente liscia. Dopo un po', SpongeBob incomincia a non essere apprezzato né da Patrick, né da Mr. Krab e neanche da Squiddi. SpongeBob cerca quindi di ridiventare anormale facendosi aiutare da Patrick; la spugna non ci riesce, ma, vedendo Squiddi diventato "normale", si ritrasforma nello "SpongeBob anormale" di sempre.

## La sparizione
SpongeBob scopre che tutti quanti a Bikini Bottom sono scomparsi e che è rimasto da solo. La solitudine lo farà letteralmente impazzire di tristezza, al punto da imitare i propri amici scomparsi e di diventare amico di una barca-mobile. Arriva poi un bus con tutti gli abitanti scomparsi che gli rivelano l'adesione alla "Giornata Nazionale No-SpongeBob" (a cui pure Patrick partecipa) e gli spiegano che in questo giorno si allontanano da lui per rilassarsi dal fastidioso tram tram e per "dedicargli la giornata" (ballare sulla cenere di una sua statua di legno incenerita). Alla fine, sarà Patrick a restare da solo.

## La spina
SpongeBob, mentre lavora al Krusty Krab, scivola su della maionese, e si pianta una scheggia di legno nel pollice. Prova in ogni modo di rimuoverla, ma nulla. Temendo che Mr. Krab possa rispedirlo a casa in convalescenza per la cosa, SpongeBob chiede a Patrick di aiutarlo, ma egli peggiora le cose infettando la ferita e facendo gonfiare a dismisura il pollice. Mr. Krab comunque vede il pollice infermo e rimuove la spina, facendo sgonfiare il pollice. Krab è sollevato dal fatto che non deve concedere la mutua a SpongeBob; sentendo ciò Squiddi si ferisce apposta, solo per scoprire che il suo turno è finito e che nemmeno lui la può più avere.

## Il flauto fischiante
SpongeBob e Patrick infastidiscono Squiddi con i loro flauti a coulisse. Squiddi cerca in tutti i modi di seminare i due, ma essi lo raggiungono e infine lo coinvolgono nel gioco. Solo che poi ci prende un po' troppo la mano facendo infuriare i cittadini che vogliono fargliela pagare. Alla fine Squiddi ruba un camion con cui precipita giù da un burrone, venendo ricoverato all'ospedale, dove SpongeBob e Patrick decidono di continuare a suonare i loro flauti.

## Vivere alla grande
SpongeBob e Patrick ammirano il carattere temerario e sprezzante del pericolo di Larry l'Aragosta. Patrick a un certo punto decide di cominciare a vivere "come il grande Larry", ma diventa irresponsabilmente spericolato al punto di mettere in pericolo la sua vita (e quella di SpongeBob) per sentire il brivido di un po' di adrenalina. Egli fa innervosire un gruppo di motociclisti, che prende a inseguire infuriato Patrick e SpongeBob; quest'ultimo sente una particolare endorfine durante la fuga, e ora SpongeBob cerca eccessivamente il pericolo. Larry stesso interviene per fermarli, ma è troppo tardi. I tre finiscono ricoverati in ospedale, e quando SpongeBob li esorta un'altra volta a vivere "come il grande Larry", Larry lo insegue fuori dall'edificio infuriato.

## L'abbronzatura
SpongeBob e Patrick vogliono partecipare alla festa in spiaggia del leone marino Craig, però potranno partecipare solo se perfettamente abbronzati. Così, Patrick mette a punto un lettino solare, diventando super-abbronzato e attirando le ragazze. SpongeBob entra nel lettino per abbronzarsi, solo che Patrick si dimentica di tirarlo fuori, e così SpongeBob diventa pallido e rinsecchito. I due vanno a prendere un gelato e allora Patrick opta per nascondere la pelle sbiadita di SpongeBob con dello sciroppo al caramello. I due amici vanno alla festa, solo che, sotto le lampade, lo sciroppo si secca e SpongeBob viene scoperto. Craig comunque riconosce che è per via "dell'abbronzatura suprema" che SpongeBob è stato "sbiancato dal sole", perciò, anziché insultarlo, tutti lo elogiano per questo. Infine tutti quanti si abbronzano talmente da polverizzarsi.

## Il gigante
Squiddi cerca di fare rinvigorire le alghe con il suo spray per la ricrescita delle alghe. Nel tentativo di fare delle "buone azioni", SpongeBob e Patrick potano le alghe di Squiddi e lo fanno diventare gigantesco con il suo stesso spray. Squiddi-gigante viene considerato dagli abitanti di Bikini Bottom un mostro cattivo, finché un bambino dice che Squiddi potrebbe essere buono, allorché il polpo gigante decide di fare un sacco di buone azioni per gli abitanti. Sfortunatamente non dice "salute" a un pesce che starnutisce e così i cittadini lo credono come un mostro senza un cuore gentile. SpongeBob e Patrick si accorgono che la loro "buona azione" ha finito per rovinare la vita di Squiddi, e così decidono di costruire per lui un clarinetto gigante dal suono divino, ma, mentre lo suona, ritorna alle sue normali dimensioni, non potendolo più suonare. Squiddi però è ancora arrabbiato con SpongeBob e Patrick, visto che hanno distrutto la sua aiuola di alghe per creare il clarinetto gigante in alga-pesta.

## Il naso nuovo
Squiddi torna a casa dopo essere stato dal fioraio; mentre annusa, vede che SpongeBob e Patrick annusano i suoi fiori. Il polpo non capisce però che senso abbia che Patrick annusi i suoi fiori, visto che non ha un naso. SpongeBob allora consiglia a Patrick di farsene mettere uno chirurgicamente. Dopo avere tolto le bende, Patrick prova il suo nuovo naso, ma capisce che, oltre ai profumi, ci sono anche delle puzze e quindi va su tutte le furie e decide di liberare la città dai cattivi odori. Mr. Krab, Squiddi e Sandy sono irritati da questo comportamento di Patrick e decidono di fargliela pagare; SpongeBob invece dice che la colpa non è di Patrick, ma del suo naso, quindi decidono di creare un odore talmente puzzolente da fare staccare il naso dalla sua faccia. Durante il funerale per il naso, si vede che Patrick si è fatto mettere chirurgicamente due orecchie da elefante.

## L'ingrediente segreto
Mr. Krab ordina a SpongeBob di ritirare in massima segretezza l'ingrediente segreto del Krabby Patty e minaccia di licenziarlo in tronco se dovesse succedere qualcosa all'ingrediente. SpongeBob ritira la valigetta che dovrebbe contenere la boccetta, ma al rientro al Krusty Krab l'ingrediente è sparito. SpongeBob,assieme a Patrick,decide quindi di indagare per scoprire chi ha rubato l'ingrediente, ma tutti quanti (Plankton, Sandy, Gary e Squiddi) risultano innocenti. SpongeBob scopre infine che, per evitare di spendere dei soldi, a rubarlo è stato lo stesso Mr. Krab. Come punizione, il meschino granchio, completamente immobilizzato da due poliziotti (che gli tengono spalancati gli occhi stile Arancia meccanica), urlando e dimenandosi disperato, viene condannato a vedere SpongeBob distribuire Krabby Patty gratuitamente.

## Un cliente per Plankton
Plankton è stanco che nessuno venga mai a mangiare nel suo ristorante, finché un certo Nat non viene al Chum Bucket per mangiare uno dei suoi Chumstick, che apparentemente trova deliziosi. Mr. Krab, non riuscendo proprio a capacitarsene, decide quindi di provare ad attirare Nat con varie tattiche, tutte fallimentari: prova a ricreare il Chum di Plankton, però Nat se ne accorge e se ne va. Allora Krab decide di rubare la ricetta (dando luogo a uno scambio di ruoli tra lui e Plankton), ma Plankton lo scopre e lo intrappola. Arriva Nat, con grande supplizio di Krab, che però butta addosso i soldi a Karen, dicendole che non è più disposto a continuare la messinscena, mentre, piegato in due dal dolore, viene portato dal medico per una terza lavanda gastrica. Karen aveva infatti assoldato Nat per mangiare il cibo di Plankton affinché egli smettesse di lamentarsi e probabilmente, di rubare la ricetta. Per Plankton questa rivelazione è un colpo basso, e incomincia a piangere disperato, mentre Krab, ancora immobilizzato, si gode la scena.

## Compagni di scuola
SpongeBob disturba Squiddi, costringendolo a scappare con la barca e attirando così l'attenzione di un poliziotto addetto al controllo del traffico. L'agente obbliga Squiddi a frequentare per un giorno la scuola nautica della signora Puff dove si trova SpongeBob. A causa di SpongeBob, Squiddi viene picchiato e, completamente ingessato, non riesce a completare il test costringendolo a frequentare per un altro giorno la scuola nautica. A peggiorare le cose, SpongeBob sarà ancora presente, dal momento che neanche lui ha completato il test.

## Il giornale
Mr. Krab capisce che con un giornale una persona può guadagnare molti soldi. Allora decide di montare una stampatrice per permettere a SpongeBob di stampare il "Krabby Chronicle". Mr. Krab vede che le storie che scrive SpongeBob non sono molto interessanti, così decide di fargli scrivere storie inventate, che però danneggiano gli abitanti. SpongeBob vede le vite delle persone rovinate con i suoi occhi, e così decide di scrivere una storia vera su Mr. Krab, dicendo che il granchio sfrutta i suoi dipendenti e li paga soltanto pochi penny per scrivere storie inventate sugli abitanti, facendo infuriare tutti. Alla fine Mr. Krab perde tutti i soldi incassati e decide di fotocopiarli con la stampatrice, vedendo che una storia che aveva scritto su Patrick (cioè che egli ha sposato un palo) era vera.

## Il pigiama party
Perla organizza un pigiama party con le sue amiche, ma il padre non le permette neanche di ordinare la pizza. Così la ragazza lo butta fuori di casa e Mr. Krab è costretto ad andare da SpongeBob. Mr. Krab chiede a SpongeBob cosa fanno le ragazze nei pigiama party e la spugna gli risponde facendogli vedere il film horror della serata "L'attacco zombie al pigiama party", dove si vedono le ragazze che invitano i ragazzi e distruggono la casa. Mr. Krab ordina a SpongeBob di infiltrarsi al pigiama party di Perla per vedere cosa combinano (pena il licenziamento). Dopo vari tentativi falliti, SpongeBob chiede a Perla di farlo partecipare al pigiama party e la ragazza decide di ammetterlo a una condizione: dimostrare di essere divertente in 10 secondi. Perla lo chiude nella cantina del chinotto del padre, dove SpongeBob lo assaggia diventando gigantesco. Perla continua a guardare il film con le sue amiche, che non sono per niente spaventate, almeno finché vedono SpongeBob sbucare fuori dalla cantina. Credendo che sia uno zombie, impazziscono dalla paura distruggendo la casa. Perla si arrabbia con il padre (colpevole di aver fatto infiltrare SpongeBob nel pigiama party) e lo costringe a organizzare una festa molto costosa, senza nemmeno permettergli di partecipare.

## Il concorso di bellezza
SpongeBob iscrive Gary a un concorso di bellezza. Per sbaragliare la concorrenza, SpongeBob agghinda fin troppo la lumaca, che però alla fine si ribella e, con le altre lumache, attua una sommossa. SpongeBob capisce allora come si sentono le lumache e proclama un commovente discorso. Alla fine il premio viene assegnato proprio a SpongeBob, solo che è per Patrick (dal momento che si è finto animale da compagnia).

## SpongeBob e la Grande Onda
In una giornata estremamente afosa, Mr. Krab decide di vendere i Krabby Patty con SpongeBob e Squiddi sulla spiaggia di Goo Lagoon a cavallo di una tavola da surf. Sfortunatamente si scontrano contro un'onda, cavalcata da Sandy, e naufragano su varie isolette, separandosi. Mr. Krab resta solo con la sua amata cassa e s'imbatte nell'Olandese Volante che vorrebbe condurlo nell'armadietto di Davy Jones (come in La rinascita, stagione 3) perché Krab gli ha fatto cadere la spesa, ma, ironicamente, a finirci è proprio il vecchio fantasma. Sandy nel frattempo sull'isola costruisce un elicottero per tornare indietro, non vedendo l'ora di rivedere SpongeBob e tutti gli altri. Quanto a SpongeBob, Patrick e Squiddi, i tre incontrano un gruppo di strampalati surfisti che dicono loro che solo imparando a surfare potranno fare ritorno a casa. I tre si rivolgono a JKL, surfista tanto attraente quanto talentuoso, di poche parole e ottimo suonatore di bonghi. Durante una tempesta, JKL, salito su un tempio nelle vicinanze, rivela che una volta ogni mille anni i pianeti si allineano per creare l'onda più grande e più violenta di tutte: la Grande Onda, che i tre dovranno cavalcare, altrimenti resteranno bloccati sull'isola, per sempre. E quel che è peggio, uno di loro non potrà tornare a casa perché sarà vittima sacrificale dell'onda. Tuttavia, mentre i tre cavalcano l'onda con un mare burrascoso, JKL si sacrifica per la loro salvezza. Credendo che JKL sia morto, SpongeBob suona i suoi bonghi in sua memoria. Il trio, con Mr. Krab, finalmente torna a Bikini Bottom, nella spiaggia di Goo Lagoon, dove vengono accolti festosamente da Sandy e gli altri. JKL, ancora vivo, arriva e, dopo aver dato a Krab la sua amata cassa, smarritasi fra le onde, tutti quanti ballano e fanno festa.

## Soldi che vanno e vengono
SpongeBob trova una perla nel campo di meduse e, credendo sia una palla da pallavolo, ci gioca con Patrick. Un perito di gioielli però la vede e colma SpongeBob fino all'orlo di soldi per ottenerla. SpongeBob si diverte vivendo da riccone, però continua a buttare i soldi invitando per lo più sconosciuti ricchi come lui. Patrick gli dice che andando avanti così non gli rimarrà più un soldo, e infatti si ritrova senza più niente. SpongeBob, imparata la lezione, dice che se il denaro gli fa dimenticare che Patrick è suo amico non vuole più esser ricco. Patrick però trova un diamante, dandoci l'impressione che la storia ricomincierà.

## I ragazzi del coro
Squiddi si prepara per esibirsi al coro maschile di Bikini Bottom, però viene continuamente disturbato da SpongeBob che vorrebbe giocare con lui poiché Patrick non c'è. Squiddi infine, stufo, lo lega a un albero, ma SpongeBob arriva nella chiesa dove canta il coro e, cantando magistralmente "Figaro", ottiene la parte di solista del coro. SpongeBob accetta solo se trovano una parte anche per Squiddi, la quale è voltargli le pagine mentre canta.

## Evviva il wrestling
In palio per un incontro di wrestling c'è un'immensa fortuna. E naturalmente, Mr. Krab prende la palla al balzo e iscrive SpongeBob e Patrick come sfidanti dei campioni in carica, due wrestler tosti e minacciosi. Quando sembra che i due non abbiano possibilità contro due tipi tosti, Patrick ricorda degli allenamenti per i glutei di ferro e riesce quindi a sbaragliarli. I due decidono di spendere la somma ricevuta in un nuovo campo di wrestling, con grande delusione di Krab.

## La carta della collezione
SpongeBob cerca la "Super Rara Platino Carta Parlante Nº 54" di Waterman & Supervista, ma non riesce a trovarla, però Patrick la trova. SpongeBob gli raccomanda di fare attenzione alla carta, ma l'ottusa stella di mare continua a fare azioni pericolose che potrebbero distruggerla. Infine, con il grasso del Krabby Patty, Patrick finisce con distruggere la carta. SpongeBob è disperato, però Patrick ha molte altre carte come quella, e una la userà per scassinare la serratura della sua roccia.

## Cari Vichinghi
SpongeBob, dopo aver visto che Mr. Krab ha indetto una promozione in cui si può ricevere un cappello da vichingo, vuole sapere chi sono i Vichinghi. Ed ecco che l'occasione gli si presenta quando questi Vichinghi portano lui e Squiddi sulla loro nave. Dopo che il solito Squiddi ha da ridire su una loro usanza, egli rischia di venire catapultato in mare, ma ci sono problemi più grossi: c'è una falla nello scafo. Fortunatamente SpongeBob interviene riparando la falla col suo corpo spugnoso. Infine lui e Squiddi vengono riportati indietro.

## Niente bugie
SpongeBob vorrebbe andare a farsi autografare il nuovo libro di Waterman & Supervista dai due anziani eroi in persona, ma sfortunatamente in quel momento lui deve andare alla scuola di guida. Durante la lezione, SpongeBob deve andare in bagno; la signora Puff allora gli affida la chiave del bagno raccomandandogli di riportarla indietro o saranno guai. SpongeBob ne approfitta per andare alla convention. Però, sulla strada del ritorno, viene coinvolto prima in una bizzarra battuta di caccia di meduse, poi nell'acquisto di un cono gelato, e in seguito in una partita di badminton. In quel frangente, un giocatore viene arrestato da due agenti per possesso di chewing gum, probabilmente rubati, a forma di pesce. Un suo amico spiega a SpongeBob che ha cominciato a darsi al crimine marinando la scuola. SpongeBob, non volendo diventare come lui, corre per tornare a scuola guida, ma cade in un pozzo di catrame. Determinato a tornare a scuola guida, SpongeBob esce dal pozzo e arriva con la chiave. Arrivato lì assiste all'arresto della signora Puff, poiché ha marinato una chiamata a una giuria popolare. Prima di essere portata via, l'insegnante ricorda a SpongeBob di non marinare mai, e questi promette di non marinarla "mai più". La Puff si complimenta brevemente con SpongeBob, finché non si sofferma, perplessa e un po' irritata, su quel "mai più", poco prima di essere portata via.

## Il nonno pirata
Mr. Krab è disperato perché Nonno Redbeard, suo nonno pirata, verrà a far visita al suo "vascello". La famiglia di Krab è composta perlopiù da pirati, e il nonno voleva che il nipote diventasse pirata anche lui: guai se il nonno dovesse scoprire la verità. Krab decide allora di trasformare il Krusty Krab in un vascello pirata ad hoc, con tanto di ciurma, timone e cannoni. Tuttavia, con l'inefficacia della ciurma, il cannone di cartapesta e gli spruzzi finti, Redbeard si accorge presto che è tutta una messinscena, allora Krab confessa che non è un pirata, bensì il proprietario di un ristorante. Tuttavia il nonno confida a Krab che i prezzi astronomici che applica agli articoli lo rendono un autentico pirata al 100%. Infine Redbeard scappa col bottino di Krab.

## La loggia degli adepti
Squiddi è felice perché quella sera ha un incontro segreto in una loggia cefalopodica, purtroppo però SpongeBob e Patrick lo seguono e, a causa della loro presenza, Squiddi viene scacciato dalla loggia. Dopo aver provato a farlo entrare nella loro loggia (Gli amici pennuti), tramite un rito dove una medusa ti pizzica la lingua, SpongeBob e Patrick riescono a farlo riammettere nel club travestendosi da calzino gigante che minaccia l'antro. Sfortunatamente, i cefalopodi si accorgono che dentro al calzino gigante c'erano SpongeBob e Patrick, e dunque Squiddi viene nuovamente scacciato dalla loggia.

## La visita
SpongeBob vorrebbe che Squiddi venisse a trovarlo a casa sua, tuttavia quest'ultimo non ne vuole sapere. La spugna, per attirare Squiddi, si impossessa del suo aspirapolvere. Quando quest'ultimo entra in casa di SpongeBob per riprenderselo, scopre con orrore che il suo ottuso vicino ha realizzato una replica perfetta di casa sua. Ritrovato l'aspirapolvere, Squiddi torna a casa sua, ma scopre che essa è bruciata da cima a fondo poiché lui ha dimenticato il cibo a cuocere nel forno. SpongeBob decide di ospitare Squiddi nella replica di casa sua, cosa che porterà quest'ultimo alla totale pazzia. Infine Squiddi dorme in casa di SpongeBob, mentre quest'ultimo e Gary in mezzo alle macerie dell'abitazione di Squiddi.

## I pantaloni nuovi
SpongeBob deve lavare i suoi pantaloni, perciò li mette in lavatrice. Nel frattempo, Patrick chiama SpongeBob per fargli sentire per quanto tempo riesce a fare una pernacchia. SpongeBob dice a Gary di mettere i pantaloni nell'asciugatrice, ma Patrick continua a fare la pernacchia fino a sera e i suoi pantaloni si restringono troppo. SpongeBob va in negozio per chiedere altri pantaloni quadrati ma il negozio non ne ha e allora SpongeBob prende un altro paio di pantaloni identici agli originali, ma diversi nella forma, infatti questi sono rotondi. SpongeBob torna a casa, ma Patrick gli impedisce di entrare perché non lo riconosce dicendo che SpongeBob SquarePants se ne è andato. SpongeBob decide di incominciare una nuova vita come SpongeBob RoundPants; il giorno dopo va al Krusty Krab per fare domanda di lavoro ma Mr. Krab gli dice di mettersi a lavorare. SpongeBob vuole imparare come lavorare da Squiddi che gli mostra un comportamento maleducato nei confronti dei clienti. Mr. Krab domanda a SpongeBob come mai si comporti così e il ragazzo-spugna gli spiega che Patrick non lo considera SpongeBob SquarePants perché non ha i pantaloni quadrati e che quindi non può vivere la sua normale vita così gli consiglia di toglierli riprendendo la sua vita.

## Supereroi per un giorno
Waterman & Supervista devono partecipare a un torneo di shuffleboarding, ma poco prima si infortunano. Decidono perciò di affidare questo compito a SpongeBob e a Patrick, dando loro un costume di Waterman e uno di Supervista con la raccomandazione di restituirli immediatamente dopo il torneo. Sfortunatamente, dopo il torneo, SpongeBob e Patrick disobbediscono e, volendo fare gli "eroi", finiscono per esagerare, imprigionando tante persone senza motivo. Quindi, dopo aver restituito i costumi ai veri supereroi, questi ultimi vengono inseguiti da una folla inferocita.

## Il professor Squiddi
Squiddi, dopo avere visto lo spettacolo del suo rivale Squilliam, origlia che la direttrice di una famosa scuola di musica cerca Squilliam per farlo diventare un professore molto famoso. Squiddi si finge Squilliam e va alla sua prima lezione; purtroppo arrivano SpongeBob e Patrick, che, dopo avere visto il ticchettio del metronomo, entrano in una specie di trance. Dopo avere ripreso i sensi, SpongeBob e Patrick fanno smascherare Squiddi, che viene arrestato per essersi spacciato per una persona famosa.

## Animaletti pestiferi
SpongeBob e Patrick distruggono per errore il nido di un vermicello; allora pensano di accudirlo, ma Gary lo scaccia. E in più ha anche avuto dei piccoli. SpongeBob non sa a chi rivolgersi per affidarli, e così Mr. Krab decide di gestire la cosa a modo suo.

## Il computer va in tilt
Visto che i suoi affari non vanno a gonfie e vele, Plankton decide di lasciare Karen e, infatti, costruisce tre robot: "T-119A Compumatico", "Enterprise Super SPU-31 Unità di elaborazione mobile raffreddamento a liquido" e "Modulo di comando", perché lo aiutino col furto della formula segreta del Krabby Patty. Purtroppo, una volta arrivato al Krusty Krab, il suo piano va in fumo e i tre robot vengono distrutti. Alla fine, il microbo torna da Karen.

## Il credulone
Mr. Krab si spezza un'unghia e lascia il Krusty Krab nelle mani di SpongeBob. Questi viene però convinto da Squiddi con varie assurdità, e alla fine il Krusty Krab diventa un vero e proprio immondezzaio. Krab ritorna e risistema le cose, ma, nel farlo, si spezza ancora l'unghia.

## Troppi impegni
SpongeBob si offre per essere la cavia del nuovo esperimento di Sandy sulla sua macchina clonatrice quella sera, ma deve anche aiutare Mr. Krab a costruire un telescopio e festeggiare con Patrick il suo compleanno, tutti allo stesso tempo. La spugna si ritrova quindi a correre per tutti i posti, facendo le cose di fretta e venendo inseguito da tutti all'albero di Sandy. SpongeBob spiega di avere troppi impegni messi insieme, ma non voleva deludere nessuno dei suoi amici, per cui non poteva rifiutare. Mr. Krab e Patrick, preoccupati per lui, gli rispondono che avrebbe potuto dirlo, e Sandy, per risolvere il problema, lo clona con il suo macchinario.

## Il cappello da lavoro
Patrick è triste perché vorrebbe anche lui un berretto da lavoro come quello che SpongeBob indossa quando va al lavoro al Krusty Krab. Dopo aver fallito vari impieghi assegnatogli, egli perde l'equilibrio e sbatte la faccia. Rimanendone un cliente particolarmente attratto, Mr. Krab decide di sfruttare la cosa a proprio vantaggio per trarne del profitto. SpongeBob è indignato perché la cosa sta danneggiando Patrick, oltre proprio a umiliarlo: infatti Krab allestisce uno spettacolo dove lui continua a cadere. A un certo punto però non cade, perché si scopre che era il cappello che gli faceva perdere l'equilibrio. E quando Squiddi glielo rimette, cadono ambedue sui ricci di mare. I clienti svuotano le tasche di Krab, il quale licenzia Patrick seduta stante, perciò niente più berretto. Ma SpongeBob decide di prestargli il suo, dicendogli che potrà averlo ogni volta che vorrà.

## Il negozio di giocattoli
SpongeBob e Patrick si annoiano. Tuttavia scoprono che sta per aprire un nuovo, fantastico negozio di giocattoli. Quando apre, i due si gettano subito nella mischia, fino a quando non chiude. Patrick non vuole andarsene e convince SpongeBob a nascondersi per rimanere più a lungo nel negozio. Solo che finiscono proprio per rimanerci bloccati e per giunta senza luci. SpongeBob e Patrick, terrorizzati, credono che i giocattoli del negozio siano mostri cattivi che vogliono attaccarli e spaventarli, e dunque passano al contrattacco. E quando il giorno dopo il negozio riapre, i due ne escono terrorizzati e con gli occhi rossi.

## La guerra dei castelli di sabbia
SpongeBob e Patrick vanno in spiaggia, dove decidono di sfidarsi a chi costruisce il castello di sabbia più grande. Successivamente, la sfida si tramuta in una vera e propria guerra. Alla fine, dopo essersi scontrati, i due decidono di fare la pace, ma quando il bagnino li obbliga a riordinare il disastro che hanno causato, si sfidano a chi riordina per primo la spiaggia.

## SOS Guscio
SpongeBob rompe il guscio di Gary e, dopo avere visto delle pubblicità che vendono gusci a prezzi inauditi, vede la pubblicità de "L'Emporio di Jack Furioso" che vende i suoi gusci a prezzi stracciati. Tuttavia, finisce per rompere tutti i gusci del negozio e, alle strette, chiede aiuto a Mr. Krab che dà il suo rivestimento a Gary, permettendogli di avere un guscio. Quella notte, SpongeBob ricambia il favore al suo capo dandogli una coperta per scaldarsi.

## Uno slogan da sballo
Plankton decide di inventare uno slogan accattivante per attirare clienti: "Il Chum è carburante metabolico", ma non ne attira nemmeno uno. Patrick gli suggerisce "Il Chum è uno sballo", e da quel momento tutti accorrono per mangiare al Chum Bucket. Mr. Krab e SpongeBob cercano di riportare le cose come prima, però tutti i clienti se ne vanno dopo che Plankton li insulta chiamandoli dei "deficienti con il cervello in pappa". Patrick inoltre si dimette come suo consulente.

## Un regalo col cuore
È l'anniversario di matrimonio di Plankton e Karen, che ha un regalo speciale per lui, e, infatti, andando al Krusty Krab, compra un Krabby Patty e, analizzandolo, prende la formula. Plankton la vuole avere per incominciare a prepararli, ma Karen vuole il suo regalo. Il copepode, facendosi aiutare da SpongeBob e Patrick, ignari di cosa vorrebbe ottenere, canta una serenata che fa commuovere Karen, la quale, felice del regalo, scarica la ricetta del Krabby Patty. SpongeBob cerca di impedirlo, ma senza successo. Karen, proprio quando la ricetta è scaricata, fa fuoriuscire delle lacrime reali che mandano in cortocircuito il sistema, così Plankton non ottiene ciò che desiderava.

## Memorie dal freezer

### Parte 1
A Encino, California, Patchy il pirata sta preparando uno show appositamente per SpongeBob, il quale (essendo un personaggio di un cartone e dunque immaginario) non è presente. Patchy esce dagli studi e si mette a cercarlo.
Nel frattempo, al Krusty Krab, Mr. Krab, Squiddi e SpongeBob celebrano il 117º successo del locale sui loschi tentativi di Plankton, che dall'altra parte celebra il triste anniversario della sua perenne disfatta. Incoraggiato da Karen, tuttavia, non si dà per vinto e intende riprovarci per risalire alla ricetta segreta del Krabby Patty. SpongeBob decora il locale usando Krabby Patty come palloncini, salse, tovaglioli e nastri rosa, mentre Patrick è la nuova guardia: a lui il compito di monitorare che Plankton non venga a interrompere i festeggiamenti con i suoi loschi piani. A un certo punto, il quartetto decide di tirare fuori un'enorme statua raffigurante un Krabby Patty scolpita nel ghiaccio dalla cella frigorifera del ristorante, soltanto che la porta si chiude dietro di loro, intrappolandoli all'interno della cella frigorifera. Cercano di scappare attraverso i condotti dell'aria del ristorante, ma invece rimangono bloccati lì e, cercando di uscire, ne sfondano uno, finendo tuttavia in un altro condotto.

### Parte 2
Patchy il pirata cerca SpongeBob per tutto l'oceano nella speranza di ritrovarlo, venendo però inghiottito da una balena. All'interno della pancia dell'animale, Patchy mostra un primo episodio di SpongeBob (che è una parodia dei vecchi corti di Topolino) e come sarebbe la serie se egli non fosse il protagonista bensì Squiddi, Patrick e Krab. La sua cinepresa si guasta e il fumo fa in modo che la balena starnutisca e butti fuori Patchy con lo sfiatatoio facendolo precipitare nello studio. Svenuto, sogna di incontrare SpongeBob in carne e ossa, quando si sveglia incontra tutte le celebrità del cast che gli dicono che può vedere SpongeBob ovunque, facendogli tuttavia perdere nuovamente i sensi.
Intanto, Plankton, camminando lungo i condotti dell'aria così come SpongeBob, Patrick, Squiddi e Mr. Krab, s'imbatte in essi, che nel mentre ingannano il tempo lasciandosi andare a ricordi di vario tipo. Nel frattempo, i clienti, stufi di aspettare, se ne vanno, facendo disperare tutti tranne SpongeBob. Dopo essere riuscito a sfondare il condotto liberandoli tutti, SpongeBob canta una canzone lodando il Krusty Krab (sulle note del tradizionale canto natalizio tedesco O Tannenbaum), riportando tutti indietro. Si possono così finalmente riprendere i festeggiamenti, e Plankton viene allontanato da Krab che, essendo di buonumore per la festa, si limita a farlo volare via nel cielo gonfiandolo come un palloncino. SpongeBob, mentre cucina, augura al Krusty Krab un felice 117º anniversario, per poi emettere la sua risata.

## Chiusi in un ananas
SpongeBob e Patrick ascoltano alla televisione che è previsto un violento uragano. Nel barricare la porta disturbano Squiddi, che, venuto a protestare, rimane bloccato in casa di SpongeBob assieme a questi e Patrick per tutto l'uragano. SpongeBob e Patrick cercano dunque di ingannare il tempo facendo varie attività, che però irritano Squiddi, il quale decide perciò di inventare un gioco in cui non devono superare una linea di confine tracciata da Squiddi stesso con un gessetto in corrispondenza della camera da letto di SpongeBob. Quando lui "oltrepassa la linea" per prendere del cibo, SpongeBob tenta di fermarlo, ma invano. I tre lottano per il cibo comportandosi come bestie, finché non se ne accorgono e si vergognano, chiedendosi se un piccolo tornado basti per farli comportare come animali selvaggi. Il tornado sembra placarsi e Squiddi si precipita fuori dalla casa di SpongeBob, ma ora l'edificio-ananas è stato innalzato dall'uragano: Squiddi precipita a terra e incolpa il tizio del meteo.

## Le caverne lucenti
Plankton scopre che Mr. Krab tiene la formula segreta sotto il Krusty Krab, e così scava sottoterra, scoprendo delle magnifiche caverne lucenti. Per rovinare Krab e i suoi affari, Plankton attira clienti a vedere le grotte, allestendo un ristorante sotterraneo. Krab però non vuole dargliela vinta e scava anche lui sottoterra per riprendersi i clienti. Continuando a scavare, Krab e Plankton finiscono intrappolati sottoterra, dove giurano di terminare la loro rivalità. SpongeBob li libera, ma Plankton si rimangia il patto, finendo però con intrappolare tutti quanti nel Krusty Krab disceso sottoterra.

## La ribellione di Tritone
Re Nettuno sta per compiere 5000 anni, ma questi non riesce a divertirsi, nemmeno alla festa allestita in suo onore al Krusty Krab con 5000 Krabby Patty preparati da SpongeBob, perché pensa alla grandissima divergenza con suo figlio Tritone. Infatti, egli sembra più interessato al mondo umano che al divenire una divinità come il padre, che, per questo, lo rinchiuse in una gabbia di correzione situata in un'isola sospesa nel cielo. Saputa la cosa, SpongeBob decide di andare a prendere Tritone, convincendolo ad andare per appianare i dissapori con Nettuno. Tuttavia il giovane è in collera con il padre e, dopo essere stato liberato e aver raggiunto Bikini Bottom, intrappola Nettuno in una gabbia dorata e si mette a radere al suolo la città. Dopo essere stato liberato, Nettuno vede che Tritone ha imparato finalmente a usare correttamente i poteri delle divinità ed, essendo quello che voleva da lui fin dal principio, lo abbraccia fiero di lui e finalmente i due riescono a riappacificarsi. Nettuno se ne va col figlio sulla sua carrozza regale, dicendo che "se non fosse stato per SpongeBob tutto questo non sarebbe accaduto" e dunque ringraziandolo di tutto. Solo che questo costerà, a lui e a Patrick, l'ira degli abitanti della città rasa al suolo, che incominciano a inseguire i due infuriati.